# Zatoka Stepnicka
Zatoka Stepnicka – zatoka, część Roztoki Odrzańskiej, w jej wschodniej części nad brzegiem Doliny Dolnej Odry. 
Wody Zatoki Stepnickiej przynależą do gminy Stepnica. Nad zatoką leży miasto Stepnica, nad której brzegiem zlokalizowano port morski Stepnica. 
Do zatoki uchodzi Łącki Rów, a także kanał Krampa.
Nazwę Zatoka Stepnicka wprowadzono urzędowo rozporządzeniem w 1949 roku, zastępując poprzednią niemiecką nazwę zatoki – Stepenitzer Bucht.